# Nangarhar

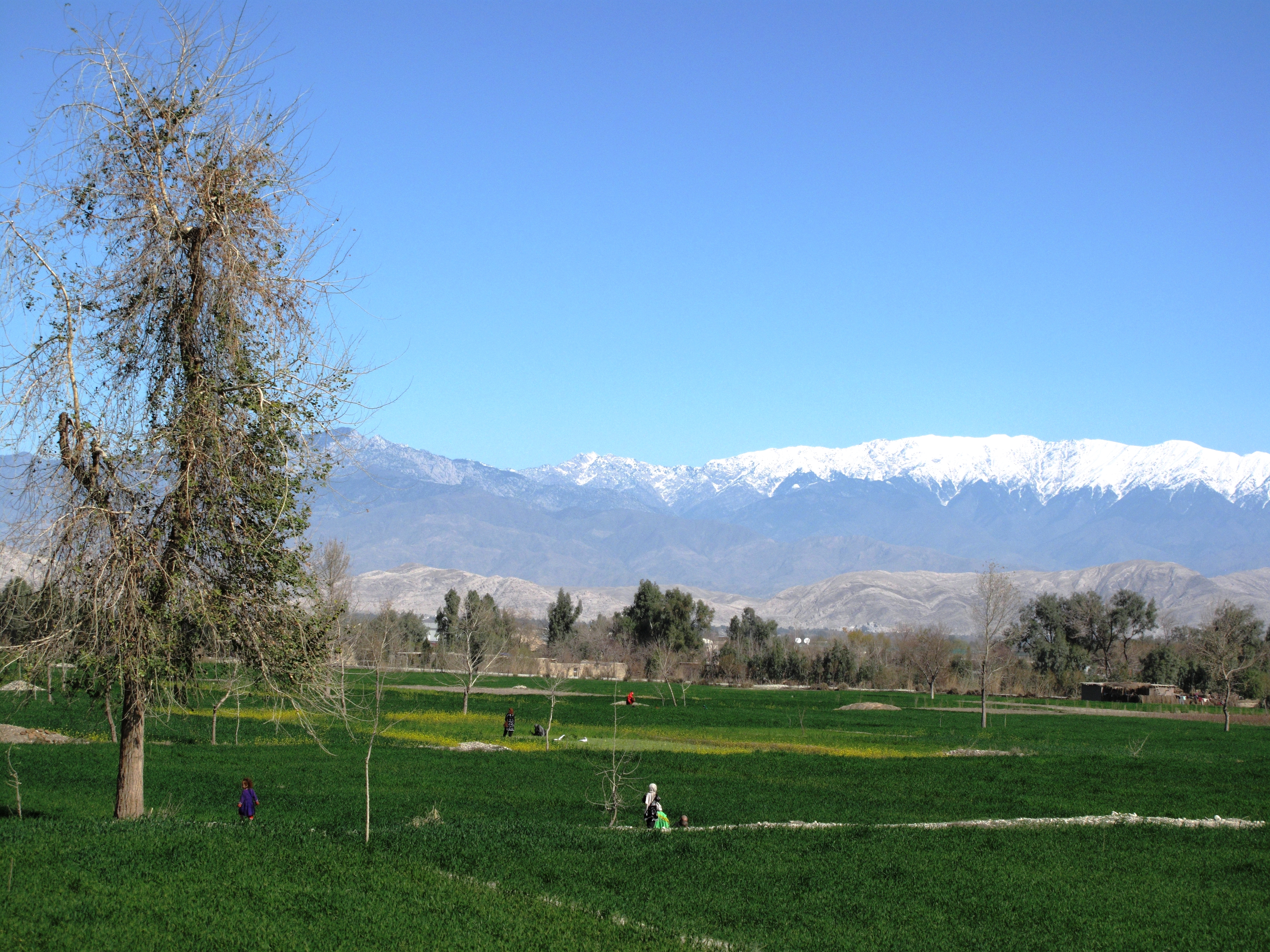
Blick auf die Bergkette Spīn Ghar

Nangarhar (Paschtu ننګرهار; Dari: ننگرهار), auch Nangerhar, ist eine von insgesamt 34 Provinzen Afghanistans.
Die Provinz hat eine Fläche von 7.641 km² und zählt 1.769.990 Einwohner (Stand: 2022), von denen die meisten Paschtunen sind. Sie liegt im Osten des Landes und grenzt an Pakistan.
Die Provinzhauptstadt ist Dschalalabad. Durch Nangarhar verläuft die wichtigste Verbindungsstraße von Kabul über den Khyber-Pass nach Pakistan.

## Verwaltungsgliederung
Die Provinz Nangarhar ist in 22 Distrikte (woluswali) gegliedert:
- Atschin
- Bati Kot
- Behsud
- Chogiani
- Dara-i Nur
- Dih Bala
- Dschalalabad
- Dur Baba
- Goschta
- Hisarak
- Kama
- Kot
- Kuz Kunar
- Lal Pur
- Muhmand Dara
- Nazyan
- Patschir-o Agam
- Rodat
- Scherzad
- Schinwar
- Surch Rod
- Tschaparhar

## Persönlichkeiten
- Azmatullah Omarzai (* 2000), Cricketspieler
- Riaz Hassan (* 2002), Cricketspieler